# Animal Crossing: Happy Home Designer
Animal Crossing: Happy Home Designer is een sandboxspel uit 2015 dat is ontwikkeld en uitgegeven door Nintendo voor de Nintendo 3DS. Het spel is een spin-off in de Animal Crossing-serie.

## Gameplay
Happy Home Designer is een spel waarin de speler huizen moet ontwerpen voor de inwoners van het dorp. Men werkt als interieurontwerper voor Tom Nook, de lokale ondernemer. De dorpelingen geven aan wat voor een type inrichting ze graag willen, en het is de taak aan de speler om dit uit te voeren. Na de klus bekijkt de speler de reactie van de dorpeling of deze tevreden is.
Naarmate het spel vordert, is het mogelijk om steeds meer meubels en accessoires vrij te spelen, die gebruikt kunnen worden voor de inrichting. Vrijwel alles kan worden aangepast, zoals de locatie, buitenkant van het huisje en de meubels.
Het spel werkt met amiibo-kaarten. Door het scannen van de kaartjes kan het personage een huis bezoeken die de speler heeft ontworpen.

## Ontvangst
Happy Home Designer werd gemiddeld ontvangen in recensies. Op verzamelwebsite Metacritic heeft het spel een score van 66/100. Men prees de vrijheid en creativiteit die de speler heeft, maar kritiek was dat er weinig inhoud in het spel aanwezig is en het gebrek aan voldoende uitdagingen.
Van het spel werden 3,32 miljoen exemplaren verkocht.
| Aggregator    | Score  |
| ------------- | ------ |
| Metacritic    | 66/100 |
| Publicatie    | Score  |
| Game Informer | 5      |
| GameSpot      | 5      |
| IGN           | 8      |
| Nintendo Life | 7      |